# 하프 라이트
《하프 라이트》(영어: Half Light)는 2006년 영국, 독일, 미국에서 제작한 크레이그 로젠버그 감독의 로맨틱 스릴러 영화이다.

## 출연진
- 더미 무어 - 레이철 칼슨 역
- 핸스 매서슨 - 앵거스 매컬러 역
- 헨리 이언 큐식 - 브라이언 역
- 빈스 엘발라위 - 토머스 칼슨 역
- 케이트 아이짓 - 샤론 윈턴 역
- 제임스 코즈모 - 핀리 머리 역
- 조애나 홀 - 메리 머이 역
- 터리스 브래들리 - 모러그 역
- 마이클 윌슨 - 제임스 맥만 목사 역

## 시청 등급
- 대한민국: 15세 관람가